# Drassodes phagduaensis
Drassodes phagduaensis är en spindelart som beskrevs av Benoy Krishna Tikader 1964. Drassodes phagduaensis ingår i släktet Drassodes och familjen plattbuksspindlar.
Artens utbredningsområde är Nepal. Inga underarter finns listade i Catalogue of Life.